# آوت تي في (كندا)
آوت تي في (بالإنجليزية: Out TV منمنمة OUTtv) هي قناة متخصصة كندية باللغة الإنجليزية، تقوم بالبث عبر الكابل والأقمار الاصطناعية. تم إطلاق آوت تي في في سبتمبر 2001، وهي تبث برامج نمط العيش وأخرى ترفيهية عامة تستهدف مجتمع الميم.
الشبكة مملوكة لرونالد إن ستيرن عبر شركة إستحواذ أو إم.

## التوزيع الدولي
في منتصف عام 2006، اقتحمت أوت تي في السوق الدولي لأول مرة عندما توصلت لإتفاقٍ مع سيليك تي في لتوزيع المحطة عبر تشكيلتها في أستراليا من خلال باقة تدعى «كارف تي في». إلا أن، في بدايات 2007، توقفت آوت تي في وباقة «كارف تي في» بسبب تدني أرقام المشتركين.
في 4 أبريل 2008، أطلقت نسخة أوروبية من القناة في هولندا عبر اتفاقية ترخيص مع شركة «آوت تي في» ميديا غروب الهولندية. وهي متاحة للمشتركين في كل من هولندا، بلجيكا، والسويد.
كما أطلقت آوت تي في كقناة منبثقة تجريبية لفترة شهر (4 أكتوير حتى 4 نوفمبر 2018) عبر بث دي اس تي في في جنوب أفريقيا.

## روابط خارجية
- الموقع الرسمي
- موقع OUTtvGo